# Budihal, Ron
Budihal là một làng thuộc tehsil Ron, huyện Gadag, bang Karnataka, Ấn Độ.